# Lucian Grainge
Lucian Charles Grainge (Londres, 29 de fevereiro de 1960) é um empresário britânico e atual diretor executivo da Universal Music Group. Ao longo de sua carreira, gerenciou artistas como Amy Winehouse, ABBA, Eurythmics, Rihanna, Sam Smith, Take That, The Rolling Stones, Sting, Andrea Bocelli e outros.
Como reconhecimento do seu trabalho na área criativa e musical, Lucian recebeu prêmios e honrarias ao longo de sua carreira. Em 2010, foi reverenciado pela Ordem do Império Britânico. Em 2012, foi selecionado como Embaixador de Negócios Britânicos pelo Primeiro-ministro do Reino Unido, David Cameron. Em 2016, recebeu a ordem de Knight Bachelor pelo Príncipe William. Em 2014, recebeu o Icon Award do Grammy Awards, em função de sua contribuição significativa na indústria musical. Um ano depois, em 2015, recebeu o Spirit of Life Award, que reconheceu seu excelência na música e em causas filantrópicas.
Em maio de 2016, recebeu o título de doutor em música pela Berklee College of Music e, em maio de 2017, recebeu o mesmo título pela Northeastern University. Em maio de 2017, recebeu prêmio honorário do Festival de Publicidade de Cannes, na categoria de Media Person of the Year, sendo o primeiro executivo da área musical a recebê-lo. Em junho de 2018, foi induzido ao Songwriters Hall of Fame. Na cerimônia, Ariana Grande performou em sua homenagem e The Weeknd entregou-lhe o prêmio.